# Villino Andreini
Le Villino Andreini est un bâtiment Art nouveau située dans la ville de Grosseto, Toscane, dans la banlieue extra-muros de Porta Nuova.

## Histoire
Le villino (« petite villa ») a été construit en 1909 comme résidence privée de l'ingénieur Corrado Andreini, directeur de l'école des arts et métiers de Grosseto et représentant de l'éclectisme grossetain du début du XXe siècle, qui était également l'auteur du projet,.
La villa a été le premier bâtiment de la classe bourgeoise construit le long la rue de la Gare (viale Goffredo Mameli), dans la banlieue à l'extérieur de Porta Nuova, un quartier identifié comme zone d'expansion urbaine principale dans le premier Piano regolatore generale (Plan local d'urbanisme) de la ville de Grosseto, rédigé en 1909 par le même ingénieur Andreini, et approuvé par la municipalité en 1912.
En 1926, la villa a perdu sa fonction résidentielle et a été utilisée comme siège de l'Ispettorato per la Maremma Toscana ; pour l'occasion, elle a été surélevée d'un étage, selon un projet de Corrado Costa, sans en altérer le style. Le villino est ensuite devenu propriété d'État (Agenzia del Demanio).